# برتین ابوله
برتین ابوله (انگلیسی: Bertin Ebwellé؛ زادهٔ ۱۱ سپتامبر ۱۹۶۲) بازیکن سابق و مربی فوتبال اهل کامرون است.
از باشگاه‌هایی که در آن بازی کرده‌است می‌توان به باشگاه فوتبال بالی یونایتد اشاره کرد.
وی همچنین در تیم ملی فوتبال کامرون بازی کرده‌است.